# Power Rangers Operation Overdrive
Power Rangers Operation Overdrive (conocida en Latinoamérica como Power Rangers Operacion Sobrecarga, en España conservó el título original) es el título de la 15.ª temporada de la franquicia Power Rangers, producida por BVS Entertainment, Renaissance Atlantic Entertainment, Ranger Productions y ABC Studios en colaboración con Toei Company, y emitida en ABC del 26 de febrero al 12 de noviembre de 2007, constando de 32 episodios. 
Como otras temporadas de Power Rangers, parte de sus escenas están extraídas de la franquicia Super Sentai Series, en este caso de la serie GōGō Sentai Boukenger. 
Durante la temporada se celebró el 15.º aniversario de la franquicia con un episodio especial titulado Once a Ranger en el que volvieron varios de los Rangers de temporadas anteriores. Su contraparte japonesa por el contrario, festejaba los 30 años de la franquicia Super Sentai Series.

## Argumento
Cinco jóvenes de gran valentía, habilidad y talento son escogidos para buscar varias joyas que se extrajeron hace mucho tiempo de la llamada Corona Aurora para evitar que cayeran en manos de Moltor y Flurious, dos hermanos desterrados hace tiempo por el guardián de la Corona por intentar robarla. Cuando el multimillonario explorador Andrew Hartford descubrió la Corona Aurora, los hermanos escaparon de su exilio y reunieron a sus huéstes para buscar las joyas. En respuesta, Hartford reunió a los cinco jóvenes y modificó su ADN para otorgarles súperpoderes para luchar contra el mal. También les otorgó armamento y equipamiento de alta tecnología que les permitió convertirse en Power Rangers.

## Elenco y personajes

### Principales
- James Maclurcan como Mackenzie "Mack" Hartford/Red Overdrive Ranger.
- Samuell Benta como William "Will" Aston/Black Overdrive Ranger.
- Gareth Yuen como Dax Lo/Blue Overdrive Ranger.
- Caitlin Murphy como Veronica "Ronny" Robinson/Yellow Overdrive Ranger.
- Rhoda Montemayor como Rose Ortiz/Pink Overdrive Ranger.
- Dwayne Cameron como Tyzonn/Mercury Ranger.
- Rod Lousich como Andrew Hartford.[3]
- David Weatherley como Spencer y la voz de Benglo.
- Kelson Henderson como la voz de Norg y Mig.
- Gerald Urquhart como Flurious.
- Ria Vandervis como Mira/Miratrix.

### Secundarios
- Nic Sampson como la voz del Sentinel Knight.
- Beth Allen como Vella.
- Mark Ferguson como la voz de Moltor.
- Adam Gardiner como la voz de Kamdor.
- James Gaylyn como la voz de Cheetar.
- Lori Dungey como la voz de Crazar.

### Invitados
- Johnny Yong Bosch como Adam Park/Mighty Morphin Black Ranger.
- Sally Martin como Tori Hanson/Blue Wind Ranger.
- Emma Lahana como Kira Ford/Yellow Dino Ranger.
- Matt Austin como Bridge Carson/Red SPD Ranger.[Notas 1]
- Richard Brancatisano como Xander Bly/Green Mystic Ranger.
- Glen Levy como la voz de Thrax.
- Campbell Cooley como la voz de Alpha 6.

### Overdrive Rangers
Los Overdrive Rangers son un grupo de jóvenes reclutados por el multimillonario Andrew Hartford y liderados por el hijo de este, Mack, que buscan las joyas de la Corona Aurora para evitar que los villanos se hagan con su poder.
- Mackenzie "Mack" Hartford/Red Overdrive Ranger: Es el hijo de Andrew Hartford. Es el único de los Rangers que no fue reclutado por su padre. Supo de las actividades de su padre por accidente, y contra sus deseos, quiso enrolarse en el equipo. De carácter extrovertido y entusiasta, su padre siempre le estaba sobreprotegiendo, y él se hizo Ranger para probarse a sí mismo y ante los demás. En su primera batalla mostró gran valentía y rapidez mental a la hora de elaborar estrategias, y los demás confiaron rápidamente en él y le aceptaron como el líder del equipo. Tiene una relación muy cercana con el mayordomo de la mansión, Spencer. Su poder genético es la superfuerza.[6]
- Will Aston/Black Overdrive Ranger: Es un espía mercenario de carácter seductor y zalamero. Lleva siempre consigo una bolsa llena de equipo de alta tecnología, y le encanta aprovechar cualquier oportunidad para probar sus habilidades contra cualquier sistema de seguridad. También intenta ser una versión juvenil de James Bond, coqueto con las chicas y haciéndose el interesante. Acostumbrado a trabajar solo, al principio le disgustó tener que trabajar como parte de un equipo, intentando en alguna ocasión salir de misión por su cuenta sin sus compañeros, y frustrándose al fallar, aunque con el tiempo aprendió el valor del equipo y de sus compañeros. Su poder genético es el superoído y la visión telescópica.[7]
- Dax Lo/Blue Overdrive Ranger: Es un especialista de cine de gran habilidad pero infravalorado en su trabajo. Suele parlotear sobre sus trabajos en el cine y compara las misiones con trabajos que ha hecho. Le encanta gastar bromas, y odia que no le reconozcan sus méritos. Es el miembro más entusiasta del equipo, y le encanta haberse convertido en un verdadero superhéroe. Su poder genético es la superagilidad, que le permite dar saltos a grandes alturas y velocidades.[8]
- Veronica "Ronny" Robinson/Yellow Overdrive Ranger: Es una piloto profesional de carreras, un mundo mayoritariamente dominado por hombres, pero en el que ella se desenvuelve perfectamente. Ocasionalmente muestra una gran competitividad, chinchando a los otros Rangers cuando se muestra excesivamente alegre al ganarles a algún juego o competición, y tuvo que aprender que lo importante no es ganar siempre. Como piloto de carreras, le encanta cuando conduce los vehículos del equipo, emocionándose muchísimo al salir de aventura. Su poder genético es la supervelocidad.
- Rose Ortiz/Pink Overdrive Ranger: Es una superdotada de Mensa, con un conocimiento enciclopédico de casi cualquier materia, desde geografía hasta el equipamiento de los Rangers, y suele repetir, acertadamente, que nunca se equivoca. Antes de unirse al equipo, estaba construyendo un robot en un laboratorio universitario en Londres, y además estaba escribiendo sobre ciencia robótica nuclear avanzada, y haciendo un curso en Harvard de leyendas antiguas universales. También dijo que había sido capaz de descifrar el código morse a la edad de 4 años. Al principio de la serie muestra una estética semi-punk, pero según avanza la trama, va adquiriendo una apariencia más femenina. A pesar de su gran inteligencia, suele mantener una actitud informal, y siempre está mascando algo. También es capaz al mismo tiempo de ser una excelente luchadora. Su poder genético es la invisibilidad.
- Tyzoon/Mercury Ranger: Es un alienígena del planeta Mercuria. Antes era miembro de un equipo de búsqueda y rescate intergaláctico junto a su prometida Vella. Todos sus compañeros murieron cuando les mandó a una cueva que los Fieragatos hicieron derrumbarse. Desde entonces les ha perseguido por todo el universo y la búsqueda le ha llevado hasta la Tierra. Al principio se negó a unirse al equipo por sus traumas del pasado, pero Ronny logró convencerle de que lo ocurrido no fue culpa suya, y se integró en el equipo. Al principio le cuesta adaptarse a las costumbres de la Tierra. Muestra un gran interés en aprender sobre sus compañeros, sobre todo de Rose, y en su tiempo libre cuida una planta. Como mercuriano, tiene el poder innato de convertir todo su cuerpo en mercurio.

### Aliados
- Andrew Hartford: Es un aventurero multimillonario dueño de varias compañías y corporaciones. Fue él quien encontró la Corona Aurora. Al hacerlo apareció su guardián y le explicó qué debía hacer para protegerla. Seis meses después reclutó a los Rangers para ayudarle en su misión. Con sus conocimientos y su dinero fue capaz de crear toda la tecnología Ranger. Él mismo estaba dispuesto a convertirse en el Red Overdrive Ranger, dispuesto a enfrentarse a los mismos peligros que se enfrentaran sus subordinados, pero su hijo Mack fue quien tomó el papel. Al principio intentó disuasirle temiendo por su seguridad, pero acabó aceptándolo e incluso animándole a seguir adelante en sus momentos de bajón anímico. Ahora actúa como consejero técnico del equipo, cargo en el que muestra su enorme pragmatismo.

- Spencer: Es el leal mayordomo de los Harford, con quienes lleva muchos años de servicio. Es un antiguo miembro de la Royal Navy. Es más que un simple sirviente, es un amigo para Mack, el Sr. Hartford y el resto del equipo Ranger. Después de monitorizar las aventuras de Andrew y cuidar del equipo, es capaz de sustituir a Andrew cuando le sucede algún problema. También ha salido el mismo de misión en solitario en alguna ocasión gracias a su maestría con los disfraces. Con un irónico sentido del humor, no tiene miedo de decirle a su jefe cuándo se equivoca, comprende las personalidades de cada uno de los Rangers y les presta apoyo emocional en sus momentos de crisis. Casi siempre aparece con un plumero en la mano y un vaso de limonada.

- Sentinel Knight: Es el protector original de la Corona Aurora. Hace milenios, cuando Flurious y Moltor intentaron robarla, separó las joyas de la Corona para evitar que nadie se hiciera con su poder, y después dispersó la Corona y las cinco joyas por un planeta entonces deshabitado, la Tierra. Se apareció ante Andrew cuando encontró la Corona y le explicó que un mal se aproximaría a la Tierra e intentaría hacerse con ella, y también le dijo qué debía hacer para protegerla.

### Arsenal
- Overdrive Tracker y Mercury Morpher: Es el dispositivo de transformación de los Rangers, y también sirve como dispositivo localizador y teléfono móvil comunicador que también sirve para invocar a algunos de los Zords. El Mercury Morpher es el dispositivo de transformación del Mercury Ranger, de uso similar. Funcionan tras pronunciar la frase "Overdrive Accelerate".[Notas 2]

- Drive Defender: Es el arma básica de cada Ranger con un modo pistola y otro modo sable.

- OO Zip Shooter: Un dispositivo de mano para cada Ranger que dispara una variedad de útiles, como un gancho, un paracaídas, bengalas de señalización o una cuerda para atar enemigos. También se puede conectar con el Drive Defender para añadirle una mira telescópica y mayor poder de disparo.

- Drive Weapons: Son las cinco armas personales de los Rangers
  - Drive Lance: Es el arma personal del Red Overdrive Ranger, una lanza tridente.
  - Drive Claw: Es el arma personal de la Yellow Overdrive Ranger, unas garras metálicas de mano.
  - Drive Vortex: Es el arma personal del Blue Overdrive Ranger, una turbina de mano capaz de generar remolinos.
  - Drive Geyser: Es el arma personal de la Pink Overdrive Ranger, una pistola de chorros de agua.
  - Drive Slammer: Es el arma personal del Black Overdrive Ranger, una maza.

- Control Drivers: Son unos paneles que sirven a los Rangers para controlar los Zords y que normalmente llevan en una maleta desconectados de los mismos. Cada panel tiene un volante y dos palancas.

- Defender Vest y Drill Blaster: Los Defender Vests son unas corazas que invocan los Rangers y que se colocan sobre su pecho cuando las necesitan, normalmente para utilizar los Drill Blasters, unos cañones con dos modos, uno para congelar a los enemigos y otro para destruirlos con un disparo cuyo retroceso requiere la protección adicional.

- Drive Detector: Es el arma personal del Mercury Ranger. Tiene tres modalidades, pistola, bastón y detector de metales. Como detector, puede localizar enemigos escondidos bajo tierra.

- Sentinel Sword: Es una espada de la que la leyenda decía sería solo para alguien de noble corazón. Sentinel Knight se fusionó con ella, dándole la habilidad de transformarse en espada, tanto en tamaño normal para uso del Red Ranger, como en tamaño gigante para uso del DriveMax Megazord.

- Sentinel Morpher: Es un morpher especial que le permite al Red Ranger fusionarse con el Sentinel Knight e invocar así el modo Battlizer, transformándose en el Red Sentinel Ranger.

- Red Sentinel Ranger: Con la Sentinel Sword y el Sentinel Morpher, el Red Ranger se transforma en el Red Sentinel Ranger. En esta forma, el Sentinel Knight sigue consciente y puede comunicarse con el Red Ranger a través de la coraza del pecho. En su espalda guarda dos espadas que se pueden conectar a sus brazos, y la armadura tiene la capacidad de lanzar ondas de choque que aturden al enemigo, y la coraza puede lanzar un tornado que atrapa al enemigo para el golpe definitivo con las espadas.

### Zords
Los Zords de los cinco Rangers principales se denominan DriveMax Vehicles. Hay un DriveMax principal para cada Ranger y varios DriveMax secundarios para uso de todo el equipo. Cada uno tiene la apariencia de un vehículo distinto, los principales de vehículos de transporte, y los secundarios de vehículos de obras de construcción.
- Dump Driver: Es el DriveMax Vehicle del Red Overdrive Ranger, con la apariencia de un camión de descarga.
- Speed Driver: Es el DriveMax Vehicle del Black Overdrive Ranger, con la apariencia de un coche de carreras.
- Gyro Driver: Es el DriveMax Vehicle del Blue Overdrive Ranger, con la apariencia de un aerodeslizador.
- Dozer Driver: Es el DriveMax Vehicle de la Yellow Overdrive Ranger, con la apariencia de una excavadora.
- Sub Driver: Es el DriveMax Vehicle de la Pink Overdrive Ranger, con la apariencia de un submarino.

- Drill Driver: Tiene la apariencia de una tuneladora.

- Shovel Driver: Tiene la apariencia de una retroexcavadora.

- Cement Driver: Tiene la apariencia de una mezcladora de cemento.

- Crane Driver: Tiene la apariencia de una grúa.

- Sonic Streaker: Es un jet que puede utilizar el Red Overdrive Ranger.

- DriveMax Megazord: Es el Megazord básico de los Rangers, unión de sus cinco DriveMax Vehicles principales. Puede sustituir sus brazos por uno de los DriveMax secundarios para darle habilidades adicionales.

- Super DriveMax Megazord: Es la unión de los cinco DriveMax Vehicles principales y los cuatro DriveMax secundarios para formar un solo Megazord de mayor potencia.

- DriveMax Ultrazord: Es la unión del Super DriveMax Megazord con el Sonic Streaker.

- DriveMax Ultrazord Rescue: En este modo, los Rescue Runners reemplazan los brazos del DriveMax Ultrazord.

- Rescue Runners: Son los tres Zords del Mercury Ranger, uno inspirado en un camión de bomberos, otro en un coche de policía y en otro en un vehículo de rescate.

- Flash Point Megazord: Es la unión de los Rescue Runners para formar un robot. Al igual que el DriveMax Megazord, puede reemplazar sus brazos por alguno de los DriveMax secundarios para proporcionarle habilidades adicionales.

- Battlefleet Megazord: Es una nave anfibia equipada con cuatro grandes cañones compuesta por cinco Zords, y sobre la que puede montar el DriveMax Megazord. Además del modo nave, tiene otro modo robot, que resulta el Megazord de mayor tamaño de todos los que tienen a su disposición los Overdrive Rangers.

- DualDrive Megazord: Es la unión de los DriveMax secundarios con el Sonic Streaker para formar un Megazord alternativo.

### Villanos
Los villanos se distribuyen en varias facciones que además de enfrentarse a los Rangers están enfrentadas entre sí por la posesión de la Corona Aurora.
- Flurious: Es el hermano de Moltor. Antiguamente era humano, pero la Corona le transformó en un elemental de hielo. Es de gran inteligencia, pero tiene muy mal genio y se irrita con mucha facilidad, atacando a Norg a la menor provocación. Al principio trabajó junto a Moltor, pero no tardó en declararle la guerra por el control de la Corona, y ahora son rivales.
  - Norg: Es un yeti que vive en la cueva glacial en la que Flurious estableció su base. Tiene una lucidez mental muy limitada. Ha visto en Flurious a un "nuevo amigo", a pesar del maltrato al que este le somete. No tiene un corazón malvado por sí mismo, y le ayuda más por coacción que por deseo de hacer el mal.
  - Chillers: Son los soldados de campo de Flurious, unas criaturas con capuchas de color gris.

- Moltor: Es el hermano de Flurious. Como él, era humano, pero la Corona le transformó en un elemental de fuego. Se considera a sí mismo un gran guerrero, y es muy fuerte, capaz de enfrentarse a los cinco Rangers a la vez él solo. Sin embargo, tiene exactamente la misma fuerza que su hermano, y cada vez que los dos se enfrentan, el combate acaba en tablas. Es mucho más directo y agresivo que su hermano, y lidera muchos más ataques que este. También tiene poderes mágicos.
  - Lava Lizards: Son los soldados de campo de Moltor, unos hombres lagarto de fuego.

- Kamdor: Es el maestro de Miratrix. Lleva dos espadas que se pueden unir para formar una naginata de doble filo. A diferencia de Flurious y Moltor, no tiene soldados de campo propios. Se ha enfrentado contra Moltor y los Fieragatos en varias ocasiones. Con Flurious ha hecho alguna alianza ocasional, pero nunca ha durado.
  - Miratrix: Es la compañera de Kamdor. Inicialmente se disfrazó de una mujer civil llamada Mira y fingió ser atacada por un monstruo para que le salvara Dax, convirtiéndose en su novia y engañándole para robarle un pergamino que le daría más poder, con el cual podría liberar a su maestro de la joya en que quedó atrapado cuando intentó salvarla, razón por la cual le sirve con una gran lealtad.

- Fieragatos: Son un grupo de demoníacos felinos alienígenas de gran maldad, a quienes les encanta hacer el mal y dañar a la gente solo por el placer de hacerlo. Son enemigos personales de Tyzoon, ya que mataron a sus compañeros por diversión, y desde entonces este les ha perseguido por todo el universo para destruirles. Cuando fueron derrotados, Flurious usó su tecnología para transformar a Mig y Benglo en cyborgs, esperando que se unieran a él, aunque sin conseguirlo.
  - Mig: Es de color púrpura y puede conjurar un bazooka como arma. Es el que tiene mayor rivalidad con Tyzoon, ya que fue él el que lideró el ataque en que mató a sus compañeros. Como cyborg, está armado con dos pistolas que también sirven como sables. Es de carácter inmaduro y es el que más se enfrenta en batalla directa con los Rangers.
  - Benglo: Tiene la apariencia de un tigre escupe fuego. Como cyborg está armado con una pistola-espada. Es más serio que Mig, marcando contraste con su naturaleza impulsiva y dejando que sea él el que haga la batalla mientras él pilota varios robots gigantes.
  - Cheetar: Es una mezcla de guepardo y gato negro, con un temperamento muy violento.
  - Crazar: Es una criatura con apariencia de lobo femenino. Tyzoon dice que es el peor de los cuatro, con un carácter sádico.

### EspecialOnce a Ranger
Para celebrar el 15.º aniversario de la franquicia, se hizo un episodio especial en dos partes, con continuidad con el resto de la historia, en el que se introdujo un villano especial, Thrax, hijo de Rita Repulsa y Lord Zedd, y cinco Rangers del pasado al verse los Rangers titulares privados temporalmente de sus poderes para enfrentarse a esta amenaza. Los cinco personajes que regresaron fueron Adam Park, el Mighty Morphin Black Ranger, Tori Hanson, la Blue Wind Ranger, Kira Ford, la Yellow Dino Ranger, Bridge Carson, el Red S.P.D. Ranger, y Xander Bly, el Green Mystic Ranger, y también hizo su aparición Alpha 6.

## Episodios
| Temporada | Temporada | Episodios | Episodios | Emisión original        | Emisión original        |
| Temporada | Temporada | Episodios | Episodios | Primera emisión         | Última emisión          |
| --------- | --------- | --------- | --------- | ----------------------- | ----------------------- |
|           | 15        | 32        | 32        | 26 de noviembre de 2006 | 28 de noviembre de 2007 |